# Nikolaj Feofilaktov
Nikolaj Petrovitsj Feofilaktov (Russisch: Николай Петрович Феофилактов) (Moskou, 13 april 1878 - aldaar, 9 februari 1941) was een Russische illustrator, vormgever en kunstschilder.

## Biografie
Feofilaktov volgde een opleiding tot landmeter in Moskou. Tijdens die opleiding volgde hij tekenlessen en nadien volgde hij lessen bij de schilders Konstantin Joeon en Ivan Doedin in Moskou. Vanaf 1900 was hij actief als illustrator en vormgever van boeken. Hij werkte ook voor tijdschriften als Mir Iskoesstva (Kunstwereld), Vesy (De Weegschaal) en Zolotoje Roeno (Het Gulden Vlies). Vanaf 1904 werkte hij voor het theater.
Feofilaktov werd lid van de kunstkring van symbolisten De Blauwe Roos en in 1910 van Mir Iskoesstva. Hij nam met zijn schilderijen deel aan de tentoonstellingen De Rode Roos (Saratov, 1904), De Blauwe Roos (Moskou, 1907), De Kroon (Sint-Petersburg, 1908) en Russische Kunst (Parijs en Berlijn, 1906).
In zijn werk werd hij beïnvloed door Aubrey Beardsley en door zijn herhaalde bezoeken aan Venetië.

## Galerij

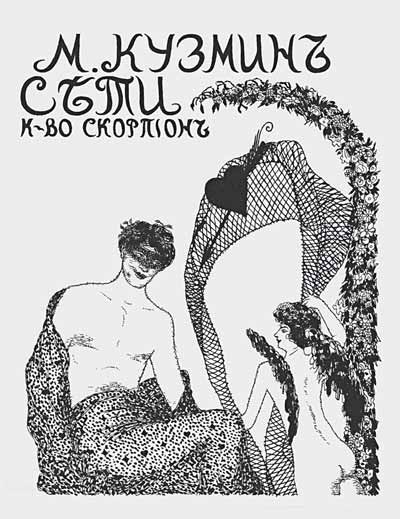
Boekillustratie
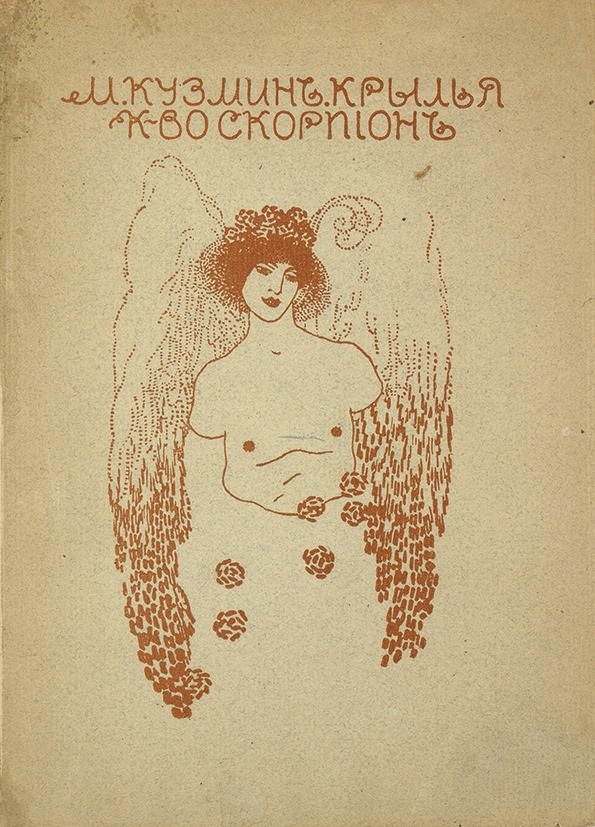
Boekillustratie
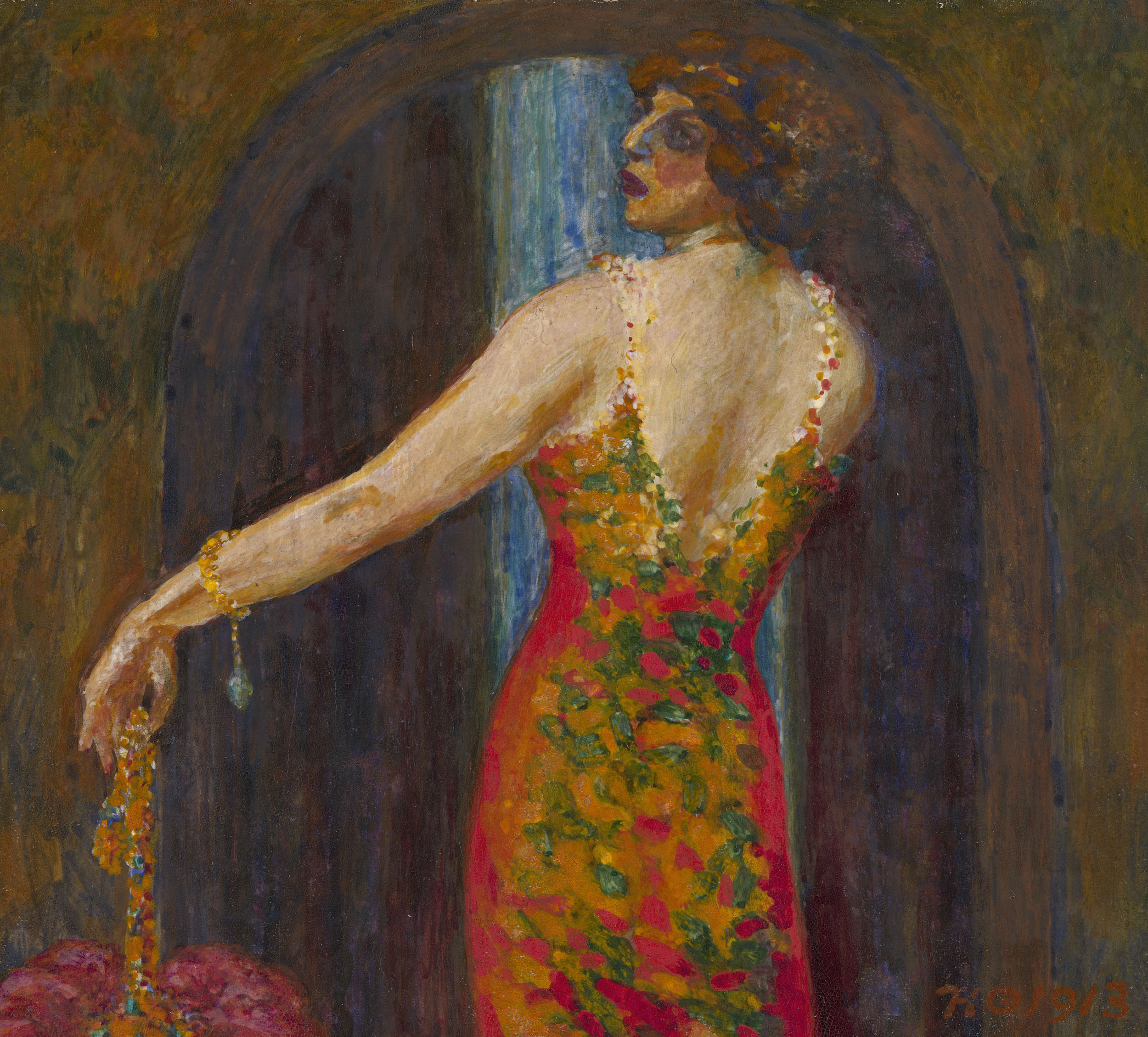
Portret van Jevfimia Nosova (1913)
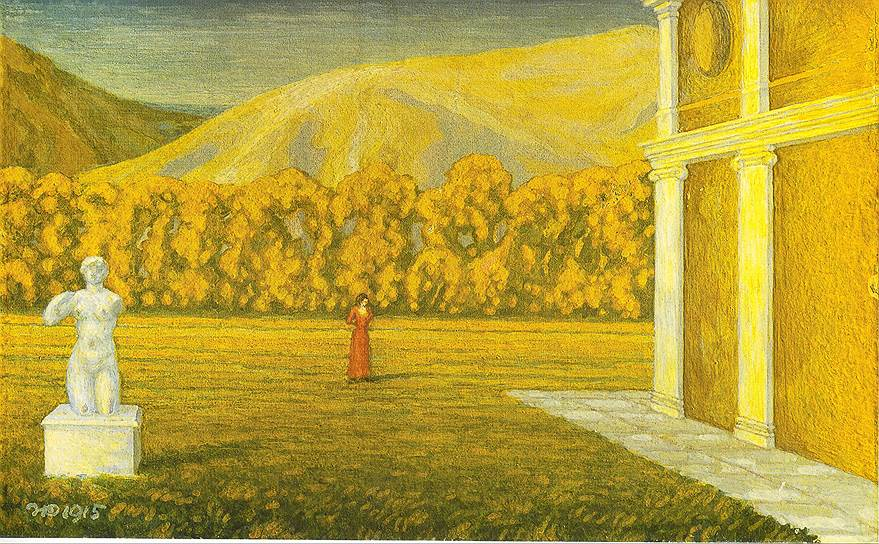
Landschap met beeldhouwwerk (1915)

- Nationale Bibliotheek van Letland: 000328769
- Système universitaire de documentation: 168047489
- Virtual International Authority File: 96467322